# Mimetus brasilianus
Espèce
Mimetus brasilianus est une espèce d'araignées aranéomorphes de la famille des Mimetidae.

## Distribution
Cette espèce est endémique du Brésil.

## Description
La femelle holotype mesure 4,2 mm.

## Étymologie
Son nom d'espèce lui a été donné en référence au lieu de sa découverte, le Brésil.

## Publication originale
- Keyserling, 1886 : Die Spinnen Amerikas. Theridiidae. Nürnberg, vol. 2, p. 1-295 (texte intégral).